# ATP Queen’s Club

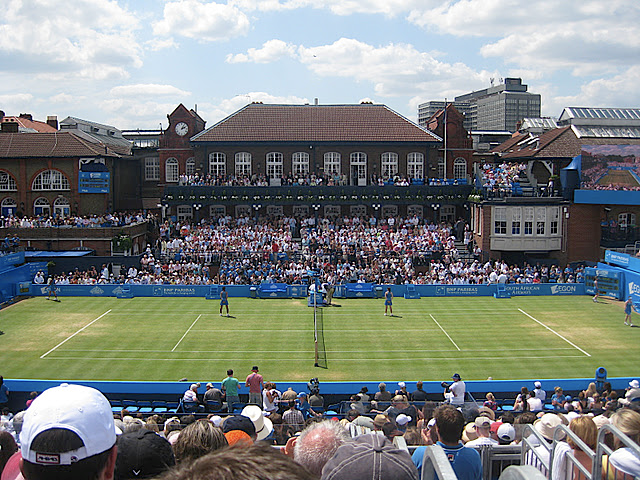
Der Centre Court des Queen’s Club

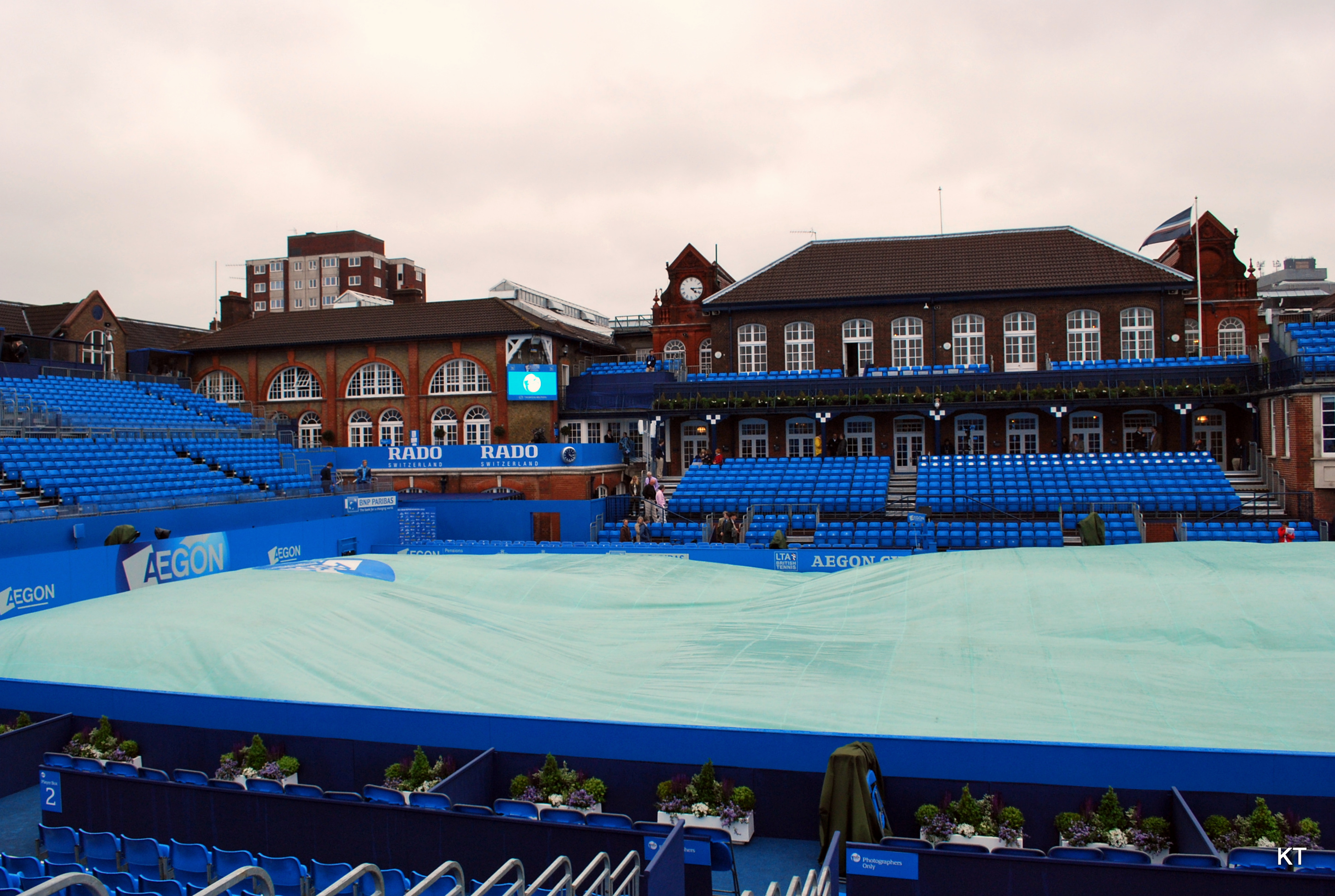
Centre Court mit Regenschutz

Das ATP-Turnier im Londoner Queen’s Club (offiziell HSBC Championships) ist ein Herren-Tennisturnier, das alljährlich zwei Wochen vor dem Grand-Slam-Turnier in Wimbledon ausgetragen wird. Da wie in Wimbledon auf Rasen gespielt wird, gilt das Turnier als ideale Vorbereitung auf die Englischen Tennismeisterschaften. Um es von anderen, ebenfalls in London ausgetragenen Tennisturnieren – neben den Wimbledon Championships etwa bis 2020 den ATP Finals – zu unterscheiden, spricht man vom ATP-Turnier im Queen’s Club, dem Veranstaltungsort des Wettbewerbs.

## Geschichte
Das Turnier blickt auf eine lange Tradition zurück. 1881 wurde es als London Athletic Club Tournament erstmals ausgetragen – damals noch an der Stamford Bridge in Fulham. Dort fand es noch bis 1889 statt. 1884 erhielt das Turnier den Status der Championship of London. 1890 wechselte der Austragungsort zum Queen’s Club, auf dem bis heute gespielt wird. Ab demselben Jahr und bis 1971 wurden auf dem Gelände des Clubs auch die British Covered Court Championships ausgetragen. Nachdem zunächst nur im Herren- und Dameneinzel Titel ausgespielt wurden, kamen 1903 das Herrendoppel, 1905 das Mixed-Doppel und 1915 das Damendoppel hinzu. Zwischen 1913 und 1918 sowie von 1940 bis 1946 fanden wegen der Weltkriege keine Ausgaben statt. Von 1970 bis 1989 war das Turnier Teil des Grand Prix Tennis Circuit der Herren. Das Damenturnier wurde nach der Ausgabe 1973 eingestellt. Außerdem fand zwischen 1974 und 1976 auch keine Ausgabe der Herren statt. Seit Gründung der ATP Tour im Jahr 1990 ist das Turnier fester Bestandteil des Turnierkalenders und Teil der ATP Tour 250. Im November 2013 wurde bekanntgegeben, dass das Turnier ab 2015 zur ATP Tour 500 gehören wird. Damit ist es nach Wimbledon und neben dem Turnier in Halle, das zeitgleich stattfindet, das wichtigste Rasenturnier auf der Tour.

## Steuern
50 Prozent des jeweiligen Preisgelds müssen die Sportler direkt an den britischen Fiskus abführen. Zusätzlich muss jeder Tennisspieler seit 2010 einen Teil seiner Werbeeinnahmen zusätzlich mit 50 Prozent in England versteuern. Dieser Teil errechnet sich aus dem prozentualen Anteil seiner Jahreswerbeeinnahmen aus allen bestrittenen Turniertagen eines Jahres im Verhältnis zur Anzahl der im Zusammenhang mit in England absolvierten Aufenthaltstage in England. Es zählen neben den Wettkampftagen auch Medientage, Trainingstage und Erholungstage sowie Fitnessstudio-Tage und sogar Sponsoren-Promo-Tage dazu. Auf Grund dieses Besteuerungssystems kann es sein, dass Athleten mit hohen Werbeeinnahmen mehr Steuern zahlen müssen, als sie durch ein Preisgeld einnehmen würden. Es kam in der Vergangenheit aus diesem Grund zu Absagen, etwa 2011 durch Rafael Nadal beim Queens Club. Es bevorzugen die meisten Top-Spieler, sich aus diesen Besteuerungsgründen bei Rasenturnieren in Halle oder Spanien (Mallorca) vorzubereiten. Dort werden nur die Preisgelder versteuert. Sonstige Einnahmen der Spieler werden – mit Ausnahmen, wie USA oder Frankreich – nach den Gesetzen des Landes besteuert, in dem sie ihren ständigen Wohnsitz haben. Deshalb verlegen die Spieler oft ihren Wohnsitz in Länder, in denen keine oder nur geringe Steuern zu zahlen sind, wie Monte-Carlo oder Dubai. Eine der rühmlichen Ausnahmen ist der Spanier Rafael Nadal, der seinen ständigen Wohnsitz in Mallorca behalten hat.

## Siegerliste
Rekordsieger im Einzel ist Andy Murray, der das Turnier fünfmal gewinnen konnte. Mit ebenfalls fünf Titeln sind Bob und Mike Bryan die erfolgreichsten Spieler in der Doppelkonkurrenz.

### Einzel
| Jahr                         | Sieger                                    | Finalist                                  | Finalergebnis            |
| ---------------------------- | ----------------------------------------- | ----------------------------------------- | ------------------------ |
| 2025                         | Carlos Alcaraz (2)                        | Jiří Lehečka                              | 7:5, 6:75, 6:2           |
| 2024                         | Tommy Paul                                | Lorenzo Musetti                           | 6:1, 7:68                |
| 2023                         | Carlos Alcaraz                            | Alex de Minaur                            | 6:4, 6:4                 |
| 2022                         | Matteo Berrettini (2)                     | Filip Krajinović                          | 7:5, 6:4                 |
| 2021                         | Matteo Berrettini (1)                     | Cameron Norrie                            | 6:4, 6:75, 6:3           |
| 2020                         | abgesagt                                  | abgesagt                                  | abgesagt                 |
| 2019                         | Feliciano López (2)                       | Gilles Simon                              | 6:2, 6:74, 7:62          |
| 2018                         | Marin Čilić (2)                           | Novak Đoković                             | 5:7, 7:64, 6:3           |
| 2017                         | Feliciano López (1)                       | Marin Čilić                               | 4:6, 7:62, 7:68          |
| 2016                         | Andy Murray (5)                           | Milos Raonic                              | 6:75, 6:4, 6:3           |
| 2015                         | Andy Murray (4)                           | Kevin Anderson                            | 6:3, 6:4                 |
| 2014                         | Grigor Dimitrow                           | Feliciano López                           | 6:78, 7:61, 7:66         |
| 2013                         | Andy Murray (3)                           | Marin Čilić                               | 5:7, 7:5, 6:3            |
| 2012                         | Marin Čilić (1)                           | David Nalbandian                          | 6:73, 4:3 disq.          |
| 2011                         | Andy Murray (2)                           | Jo-Wilfried Tsonga                        | 3:6, 7:62, 6:4           |
| 2010                         | Sam Querrey                               | Mardy Fish                                | 7:63, 7:5                |
| 2009                         | Andy Murray (1)                           | James Blake                               | 7:5, 6:4                 |
| 2008                         | Rafael Nadal                              | Novak Đoković                             | 7:66, 7:5                |
| 2007                         | Andy Roddick (4)                          | Nicolas Mahut                             | 4:6, 7:67, 7:62          |
| 2006                         | Lleyton Hewitt (4)                        | James Blake                               | 6:4, 6:4                 |
| 2005                         | Andy Roddick (3)                          | Ivo Karlović                              | 7:67, 7:64               |
| 2004                         | Andy Roddick (2)                          | Sébastien Grosjean                        | 7:64, 6:4                |
| 2003                         | Andy Roddick (1)                          | Sébastien Grosjean                        | 6:3, 6:3                 |
| 2002                         | Lleyton Hewitt (3)                        | Tim Henman                                | 4:6, 6:1, 6:4            |
| 2001                         | Lleyton Hewitt (2)                        | Tim Henman                                | 7:63, 7:63               |
| 2000                         | Lleyton Hewitt (1)                        | Pete Sampras                              | 6:4, 6:4                 |
| 1999                         | Pete Sampras (2)                          | Tim Henman                                | 6:71, 6:4, 7:64          |
| 1998                         | Scott Draper                              | Laurence Tieleman                         | 7:65, 6:4                |
| 1997                         | Mark Philippoussis                        | Goran Ivanišević                          | 7:5, 6:3                 |
| 1996                         | Boris Becker (4)                          | Stefan Edberg                             | 6:4, 7:63                |
| 1995                         | Pete Sampras (1)                          | Guy Forget                                | 7:63, 7:66               |
| 1994                         | Todd Martin                               | Pete Sampras                              | 7:64, 7:64               |
| 1993                         | Michael Stich                             | Wayne Ferreira                            | 6:3, 6:4                 |
| 1992                         | Wayne Ferreira                            | Shūzō Matsuoka                            | 6:3, 6:4                 |
| 1991                         | Stefan Edberg                             | David Wheaton                             | 6:2, 6:3                 |
| 1990                         | Ivan Lendl (2)                            | Boris Becker                              | 6:3, 6:2                 |
| 1989                         | Ivan Lendl (1)                            | Christo van Rensburg                      | 4:6, 6:3, 6:4            |
| 1988                         | Boris Becker (3)                          | Stefan Edberg                             | 6:1, 3:6, 6:3            |
| 1987                         | Boris Becker (2)                          | Jimmy Connors                             | 6:7, 6:3, 6:4            |
| 1986                         | Tim Mayotte                               | Jimmy Connors                             | 6:4, 2:1 aufgg.          |
| 1985                         | Boris Becker (1)                          | Johan Kriek                               | 6:2, 6:3                 |
| 1984                         | John McEnroe (4)                          | Leif Shiras                               | 6:1, 3:6, 6:2            |
| 1983                         | Jimmy Connors (3)                         | John McEnroe                              | 6:3, 6:3                 |
| 1982                         | Jimmy Connors (2)                         | John McEnroe                              | 7:5, 6:3                 |
| 1981                         | John McEnroe (3)                          | Brian Gottfried                           | 7:6, 7:5                 |
| 1980                         | John McEnroe (2)                          | Kim Warwick                               | 6:3, 6:1                 |
| 1979                         | John McEnroe (1)                          | Víctor Pecci                              | 6:7, 6:1, 6:1            |
| 1978                         | Tony Roche                                | John McEnroe                              | 8:6, 9:7                 |
| 1977                         | Raúl Ramírez                              | Mark Cox                                  | 9:7, 7:5                 |
| 1974–1976: nicht ausgetragen |                                           |                                           |                          |
| 1973                         | Ilie Năstase                              | Roger Taylor                              | 9:8, 6:3                 |
| 1972                         | Jimmy Connors (1)                         | John Paish                                | 6:2, 6:3                 |
| 1971                         | Stan Smith                                | John Newcombe                             | 8:6, 6:3                 |
| 1970                         | Rod Laver                                 | John Newcombe                             | 6:4, 6:3                 |
| 1969                         | Fred Stolle                               | John Newcombe                             | 6:3, 22:20               |
| Beginn der Open Era          |                                           |                                           |                          |
| 1968                         | Clark Graebner / Tom Okker                | Clark Graebner / Tom Okker                | Titel geteilt            |
| 1967                         | John Newcombe                             | Roger Taylor                              | 7:5, 6:3                 |
| 1966                         | Roy Emerson (4)                           | Tony Roche                                | kampflos                 |
| 1965                         | Roy Emerson (3)                           | Dennis Ralston                            | kampflos                 |
| 1964                         | Roy Emerson (2)                           | Tomas Lejus                               | 12:10, 6:4               |
| 1963                         | Roy Emerson (1)                           | Owen Davidson                             | 6:1, 6:2                 |
| 1962                         | Rod Laver                                 | Roy Emerson                               | 6:4, 7:5                 |
| 1961                         | Bob Hewitt                                | Robert McKinley                           | 6:2, 6:3                 |
| 1960                         | Andrés Gimeno                             | Roy Emerson                               | 8:6, 6:3                 |
| 1959                         | Ramanathan Krishnan                       | Neale Fraser                              | 6:3, 6:0                 |
| 1958                         | Mal Anderson                              | Bob Mark                                  | 1:6, 11:9, 6:3           |
| 1957                         | Ashley Cooper                             | Neale Fraser                              | 6:8, 6:2, 6:3            |
| 1956                         | Neale Fraser                              | Ken Rosewall                              | 7:5, 3:6, 9:7            |
| 1955                         | Ken Rosewall                              | Lew Hoad                                  | 6:2, 6:3                 |
| 1954                         | Lew Hoad (2)                              | Mervyn Rose                               | 8:6, 6:4                 |
| 1953                         | Lew Hoad (1)                              | Ken Rosewall                              | 8:6, 10:8                |
| 1952                         | Frank Sedgman                             | Mervyn Rose                               | 10:8, 6:2                |
| 1951                         | Eric Sturgess (2)                         | Frank Sedgman                             | 6:4, 5:7, 6:2            |
| 1950                         | John Bromwich                             | Arthur Larsen                             | 6:2, 6:4                 |
| 1949                         | Ted Schroeder                             | Gardnar Mulloy                            | 8:6, 6:0                 |
| 1948                         | Robert Falkenburg (2) / Eric Sturgess (1) | Robert Falkenburg (2) / Eric Sturgess (1) | Titel geteilt            |
| 1947                         | Robert Falkenburg (1)                     | Colin Long                                | 6:4, 7:5                 |
| 1946                         | Pancho Segura                             | Colin Long                                | 6:4, 7:5                 |
| 1940–1945: nicht ausgetragen |                                           |                                           |                          |
| 1939                         | Gottfried von Cramm                       | Ghaus Mohammad                            | 6:1, 6:3                 |
| 1938                         | Henry Austin                              | Kho Sin-kie                               | 6:2, 6:0                 |
| 1937                         | Don Budge (2)                             | Henry Austin                              | 6:1, 6:2                 |
| 1936                         | Don Budge (1)                             | David Jones                               | 6:4, 6:3                 |
| 1935                         | Wilmer Allison / Clarence Jones           | Wilmer Allison / Clarence Jones           | Titel geteilt            |
| 1934                         | Sidney Wood                               | Frank Shields                             | 6:4, 6:3                 |
| 1933                         | Ellsworth Vines / Lester Stoefen          | Ellsworth Vines / Lester Stoefen          | Titel geteilt            |
| 1932                         | Jack Crawford                             | Hendrik Timmer                            | 1:6, 6:3, 6:3, 6:4       |
| 1931                         | John Olliff                               | Edward Avory                              | 3:6, 6:4, 6:2            |
| 1930                         | Wilmer Allison                            | Gregory Mangin                            | 6:4, 8:6                 |
| 1929                         | Bill Tilden (2) / Frank Hunter            | Bill Tilden (2) / Frank Hunter            | Titel geteilt            |
| 1928                         | Bill Tilden (1)                           | Frank Hunter                              | 6:3, 6:2, 6:1            |
| 1927                         | Henry Mayes (3)                           | D. M. Evans                               | 6:3, 6:3                 |
| 1926                         | Henry Mayes (2)                           | Arthur Holden Lowe                        | 6:3, 6:2                 |
| 1925                         | Arthur Holden Lowe (3)                    | Henry Mayes                               | 6:2, 9:7                 |
| 1924                         | Algernon Kingscote                        | Arthur Holden Lowe                        | 3:6, 8:6, 6:3, 6:2       |
| 1923                         | Vincent Richards                          | Sydney Jacob                              | 6:2, 6:2                 |
| 1922                         | Henry Mayes (1)                           | Donald Greig                              | 6:8, 6:2, 6:2, 6:1       |
| 1921                         | Shimizu Zenzō                             | Mohammed Sleem                            | 6:2, 6:0                 |
| 1920                         | Bill Johnston                             | Bill Tilden                               | 4:6, 6:2, 6:4            |
| 1919                         | Pat O’Hara Wood                           | Südafrikanische Union                     | 6:4, 6:0, 2:6, 7:5       |
| 1915–1918: nicht ausgetragen |                                           |                                           |                          |
| 1914                         | Arthur Holden Lowe (2)                    | Percival Davson                           | 6:2, 7:5, 6:4            |
| 1913                         | Arthur Holden Lowe (1)                    | Wallace Johnson                           | 7:5, 6:4, 4:6, 4:6, 6:4  |
| 1912                         | Anthony Wilding (4)                       | Otto Froitzheim                           | kampflos                 |
| 1911                         | Anthony Wilding (3)                       | Alfred Beamish                            | 7:5, 6:2, 6:3            |
| 1910                         | Anthony Wilding (2)                       | Josiah Ritchie                            | 6:4, 6:3, 2:0 aufgg.     |
| 1909                         | Josiah Ritchie (4)                        | Harry Alabaster Parker                    | 11:13, 6:4 6:1, 6:0      |
| 1908                         | Kenneth Powell                            | Josiah Ritchie                            | 6:4, 3:3 aufgg.          |
| 1907                         | Anthony Wilding (1)                       | Josiah Ritchie                            | 6:2, 6:1, 6:0            |
| 1906                         | Josiah Ritchie (3)                        | John Mason Flavelle                       | 6:0, 6:1, 7:5            |
| 1905                         | Holcombe Ward                             | Beals Wright                              | kampflos                 |
| 1904                         | Josiah Ritchie (2)                        | Harold Mahony                             | 6:3, 6:1, 6:1            |
| 1903                         | George Greville                           | George Miéville Simond                    | 6:1, 6:4, 7:9, 5:7, 6:4  |
| 1902                         | Josiah Ritchie (1)                        | George Miéville Simond                    | 6:3, 6:4, 6:0            |
| 1901                         | Charles Dixon                             | George Greville                           | 6:1, 6:0, 4:6, 6:4       |
| 1900                         | Arthur Gore                               | Arthur W. Lavy                            | 6:0, 6:2, 6:3            |
| 1899                         | Harold Mahony (3)                         | Arthur Gore                               | 8:10, 6:2, 7:5, 6:1      |
| 1898                         | Laurence Doherty (2)                      | Harold Mahony                             | 6:3, 6:4, 9:7            |
| 1897                         | Laurence Doherty (1)                      | Josiah Ritchie                            | 6:2, 6:2, 6:2            |
| 1896                         | Harold Mahony (2)                         | Reginald Doherty                          | 11:9, 6:4, 6:4           |
| 1895                         | Harry Sibthorpe Barlow (3)                | Manliffe Francis Goodbody                 | 6:4, 7:5, 5:7, 5:7, 10:8 |
| 1894                         | Harold Mahony (1)                         | Harry Sibthorpe Barlow                    | 6:2, 6:3, 6:3            |
| 1893                         | Joshua Pim                                | Harold Mahony                             | 9:7, 1:6, 6:1, 6:8, 6:3  |
| 1892                         | Ernest Lewis                              | Joshua Pim                                | 6:4, 6:4, 3:6, 4:6, 6:1  |
| 1891                         | Harry Sibthorpe Barlow (2)                | Joshua Pim                                | 6:4, 2:6, 6:0, 7:5       |
| 1890                         | Harry Sibthorpe Barlow (1)                | Wilfred Baddeley                          | 3:6, 6:8, 6:1, 6:2, 6:2  |

### Doppel (nur Open Era)
| Jahr                         | Sieger                                      | Finalisten                               | Finalergebnis                            |
| ---------------------------- | ------------------------------------------- | ---------------------------------------- | ---------------------------------------- |
| 2025                         | Julian Cash Lloyd Glasspool                 | Nikola Mektić Michael Venus              | 6:3, 6:75, [10:6]                        |
| 2024                         | Neal Skupski Michael Venus                  | Taylor Fritz Karen Chatschanow           | 4:6, 7:65, [10:8]                        |
| 2023                         | Ivan Dodig Austin Krajicek                  | Taylor Fritz Jiří Lehečka                | 6:4, 6:75, [10:3]                        |
| 2022                         | Nikola Mektić Mate Pavić                    | Lloyd Glasspool Harri Heliövaara         | 3:6, 7:63, [10:6]                        |
| 2021                         | Pierre-Hugues Herbert (3) Nicolas Mahut (3) | Reilly Opelka John Peers                 | 6:4, 7:5                                 |
| 2020                         | abgesagt                                    | abgesagt                                 | abgesagt                                 |
| 2019                         | Feliciano López Andy Murray                 | Rajeev Ram Joe Salisbury                 | 7:66, 5:7, [10:5]                        |
| 2018                         | Henri Kontinen John Peers                   | Jamie Murray Bruno Soares                | 6:4, 6:3                                 |
| 2017                         | Jamie Murray Bruno Soares (2)               | Julien Benneteau Édouard Roger-Vasselin  | 6:2, 6:3                                 |
| 2016                         | Pierre-Hugues Herbert (2) Nicolas Mahut (2) | Chris Guccione André Sá                  | 6:3, 7:65                                |
| 2015                         | Pierre-Hugues Herbert (1) Nicolas Mahut (1) | Marcin Matkowski Nenad Zimonjić          | 6:2, 6:2                                 |
| 2014                         | Alexander Peya Bruno Soares (1)             | Jamie Murray John Peers                  | 4:6, 7:64, [10:4]                        |
| 2013                         | Bob Bryan (5) Mike Bryan (5)                | Alexander Peya Bruno Soares              | 4:6, 7:5, [10:3]                         |
| 2012                         | Maks Mirny Daniel Nestor (4)                | Bob Bryan Mike Bryan                     | 6:3, 6:4                                 |
| 2011                         | Bob Bryan (4) Mike Bryan (4)                | Mahesh Bhupathi Leander Paes             | 6:72, 7:64, [10:6]                       |
| 2010                         | Novak Đoković Jonathan Erlich               | Karol Beck David Škoch                   | 7:66, 2:6, [10:3]                        |
| 2009                         | Wesley Moodie Michail Juschny               | Marcelo Melo André Sá                    | 6:4, 4:6, [10:6]                         |
| 2008                         | Daniel Nestor (3) Nenad Zimonjić            | Marcelo Melo André Sá                    | 6:4, 7:63                                |
| 2007                         | Mark Knowles (2) Daniel Nestor (2)          | Bob Bryan Mike Bryan                     | 7:64, 7:5                                |
| 2006                         | Paul Hanley Kevin Ullyett (2)               | Jonas Björkman Maks Mirny                | 6:4, 3:6, [10:8]                         |
| 2005                         | Bob Bryan (3) Mike Bryan (3)                | Jonas Björkman Maks Mirny                | 7:69, 7:64                               |
| 2004                         | Bob Bryan (2) Mike Bryan (2)                | Mark Knowles Daniel Nestor               | 6:4, 6:4                                 |
| 2003                         | Mark Knowles (1) Daniel Nestor (1)          | Mahesh Bhupathi Maks Mirny               | 5:7, 6:4, 7:63                           |
| 2002                         | Wayne Black Kevin Ullyett (1)               | Mahesh Bhupathi Maks Mirny               | 7:5, 6:3                                 |
| 2001                         | Bob Bryan (1) Mike Bryan (1)                | Eric Taino David Wheaton                 | 6:3, 3:6, 6:1                            |
| 2000                         | Todd Woodbridge (4) Mark Woodforde (4)      | Jonathan Stark Eric Taino                | 6:75, 6:3, 7:61                          |
| 1999                         | Sébastien Lareau Alex O’Brien               | Todd Woodbridge Mark Woodforde           | 6:3, 7:63                                |
| 1998                         | Finale wegen schlechten Wetters abgesagt    | Finale wegen schlechten Wetters abgesagt | Finale wegen schlechten Wetters abgesagt |
| 1997                         | Mark Philippoussis Patrick Rafter           | Sandon Stolle Cyril Suk                  | 6:2, 4:6, 7:5                            |
| 1996                         | Todd Woodbridge (3) Mark Woodforde (3)      | Sébastien Lareau Alex O’Brien            | 6:3, 7:6                                 |
| 1995                         | Todd Martin Pete Sampras                    | Jan Apell Jonas Björkman                 | 7:6, 6:4                                 |
| 1994                         | Jan Apell Jonas Björkman                    | Todd Woodbridge Mark Woodforde           | 3:6, 7:6, 6:4                            |
| 1993                         | Todd Woodbridge (2) Mark Woodforde (2)      | Neil Broad Gary Muller                   | 6:7, 6:3, 6:4                            |
| 1992                         | John Fitzgerald Anders Järryd               | Goran Ivanišević Diego Nargiso           | 6:4, 7:6                                 |
| 1991                         | Todd Woodbridge (1) Mark Woodforde (1)      | Grant Connell Glenn Michibata            | 6:4, 7:6                                 |
| 1990                         | Jeremy Bates Kevin Curren (2)               | Henri Leconte Ivan Lendl                 | 6:2, 7:6                                 |
| 1989                         | Darren Cahill Mark Kratzmann                | Tim Pawsat Laurie Warder                 | 7:6, 6:3                                 |
| 1988                         | Ken Flach (2) Robert Seguso (2)             | Pieter Aldrich Danie Visser              | 6:2, 7:6                                 |
| 1987                         | Guy Forget (2) Yannick Noah                 | Rick Leach Tim Pawsat                    | 6:4, 6:4                                 |
| 1986                         | Kevin Curren (1) Guy Forget (1)             | Darren Cahill Mark Kratzmann             | 6:2, 7:6                                 |
| 1985                         | Ken Flach (1) Robert Seguso (1)             | Pat Cash John Fitzgerald                 | 3:6, 6:3, 16:14                          |
| 1984                         | Pat Cash Paul McNamee (2)                   | Bernard Mitton Butch Walts               | 6:4, 6:3                                 |
| 1983                         | Brian Gottfried Paul McNamee (1)            | Kevin Curren Steve Denton                | 6:4, 6:3                                 |
| 1982                         | John McEnroe Peter Rennert                  | Victor Amaya Hank Pfister                | 7:6, 7:5                                 |
| 1981                         | Pat DuPré Brian Teacher                     | Kevin Curren Steve Denton                | 3:6, 7:6, 11:9                           |
| 1980                         | Rod Frawley Geoff Masters                   | Paul McNamee Sherwood Stewart            | 6:2, 4:6, 11:9                           |
| 1979                         | Tim Gullikson Tom Gullikson                 | Marty Riessen Sherwood Stewart           | 6:4, 6:4                                 |
| 1978                         | Bob Hewitt Frew McMillan                    | Fred McNair Raúl Ramírez                 | 6:2, 7:5                                 |
| 1977                         | Anand Amritraj Vijay Amritraj               | John Lloyd David Lloyd                   | 6:1, 6:2                                 |
| 1974–1976: nicht ausgetragen |                                             |                                          |                                          |
| 1973                         | Tom Okker (3) Marty Riessen (3)             | Ray Keldie Raymond Moore                 | 6:4, 7:5                                 |
| 1972                         | Jim McManus Jim Osborne                     | Jürgen Faßbender Karl Meiler             | 4:6, 6:3, 7:5                            |
| 1971                         | Tom Okker (2) Marty Riessen (2)             | Stan Smith Erik van Dillen               | 8:6, 4:6, 15:13                          |
| 1970                         | Tom Okker (1) Marty Riessen (1)             | Arthur Ashe Charlie Pasarell             | 7:9, 6:4, 9:7                            |
| 1969                         | Owen Davidson Dennis Ralston                | Ove Bengtson Thomaz Koch                 | 8:6, 6:3                                 |